# Rio: Rainbow Gate!
Rio: Rainbow Gate! (リオ レインボーゲート!?, Rio: Reinbō Gēto!) è una serie anime giapponese prodotta dallo studio Xebec nel 2011, tratto dal gioco per pachinko della Tecmo. La serie ruota attorno al personaggio di Rio Rollins, croupier al casinò dell'Howard Resort, e alle tredici carte chiamate Gates.

## Trama
Sull'isola Howard Resort, adibita a casinò, lavora Rio Rollins, una popolare croupier conosciuta come la "Dea della Vittoria" perché porta fortuna ai giocatori. Mint Clark, una bambina, arriva all'Howard Resort con il nonno e incontra Rio, diventando la sua migliore amica.
La vita di Rio ha un brusco cambiamento quando scopre di essere una Gate Holder, colei che possiede una delle leggendarie tredici carte note come Gates, che daranno a chi le avrà tutte il titolo di Croupier Più Prezioso. Per collezionare le tredici Gates e ottenere il titolo, Rio decide di prendere parte alla competizione Gate Battle.

## Personaggi
Rio Rollins Tachibana (リオ・ロリンズ・タチバナ?, Rio Rorinzu Tachibana)
La croupier più popolare dell'Howard Resort, ha un'energia misteriosa che porta fortuna ai giocatori, cosa che le ha portato il titolo di "Dea della Vittoria". Figlia della leggendaria croupier Risa Rollins, ha ereditato la sua abilità. Ha un furetto di nome Chip e ha paura dei tuoni. Durante la Gate Battle scopre di essere un Roll Ruler, un individuo che può cambiare il campo di combattimento a proprio piacimento. Alla fine dell'anime, riesce a ottenere tutte le carte Gates.
Mint Clark (ミント・クラーク?, Minto Kurāku)
Una bambina arrivata all'Howard Resort con il nonno, porta sempre con sé un orsetto di peluche di nome Choco.
Rina Goltschmidt Tachibana (リナ・ゴルトシュミット・タチバナ?, Rina Gorutoshumitto Tachibana)
Amica d'infanzia di Rio, è una croupier. Quando era bambina, sua madre era spesso all'ospedale e suo padre era via per lavoro, quindi è stata cresciuta da Rio e dalla madre di lei, Risa. Ha una forza misteriosa che rende i giocatori stanchi. Viene in seguito rivelato che è la sorella di Rio per parte di madre e un Gate Holder che lavora per Cartia, che si scopre essere sua zia. Rina cerca vendetta nei confronti di Rio e di Risa Rollins perché questa fuggì con suo padre, facendo cadere in coma sua madre Ilina. È anche una Roll Ruler.
Tom Howard (トム・ハワード?, Tomu Hawādo)
Il proprietario dell'Howard Resort, fuma spesso un sigaro ed è un perverito. In seguito, perde l'Howard Resort dopo la sconfitta di Rio contro Rina.
Rosa Canyon (ローザ・キャニオン?, Rōza Kyaniyon)
Un'attrice di Hollywood che lavora all'Howard Resort, nell'episodio 3 viene posseduta dal fantasma di Misery, ma riesce a liberarsene; tuttavia, nell'episodio 9 si scopre che il fantasma risiede ancora nel suo corpo.
Elle Adams (エル・アダムズ?, Eru Adamuzu) & Ille Adams (イル・アダムズ?, Iru Adamuzu)
Sono due gemelle che lavorano al Resort come conigliette.
Tiffany Abbot (ティファニー・アッボット?, Tifanī Abbotto)
Lavora come coniglietta all'Howard Resort.
Anya Helsing (アーニャ・ヘルシング?, Ānya Herushingu)
Una nuova recluta russa che si allena per diventare croupier, è goffa.
Dana (ダーナ?, Dāna)
Maga e indovina dell'Howard Resort, usa i Tarocchi per predire il futuro. È una Gate Holder.
Linda (リンダ?, Rinda)
Un allegro robot, è la proprietaria del nuovo Sky Resort. Viene riprogrammata da Jack per sfidare Rio in una Gate Battle.

### Antagonisti
Cartia Goltschmidt (カルティア・ゴルトシュミット?, Karutia Gorutoshumitto)
Un'ambiziosa croupier tedesca, vuole l'Howard Resort. Usa ogni mezzo per conseguire la vittoria. È la zia di Rina e l'assume per vendicarsi di Rio. Vuole tutte le carte Gates. Riesce infine a prendere possesso dell'Howard Resort, rinominandolo Goltschmidt Kingdom.
Bull Hard (ブル・ハード?, Buru Hādo)
Un cowboy americano, prende Anya in ostaggio e sfida Rio, perdendo.
Queen (クイーン?, Kuīn)
Una Gate Holder e un ottimo cecchino, viene sconfitta da Rio.
King (キング?, Kingu)
Un Gate Holder, è uno scammer. Nonostante la sua forza, non è molto intelligente.
Yang-Yang (ヤンヤン?, Yan Yan) & Ang-Ang (アンアン?, An An)
Due gemelle cinesi, Yang-Yang è una Gate Holder, mentre Ang-Ang è silenziosa e taciturna e comunica solo con il talismano che ha in testa. Infine, si scopre che Ang-Ang è in realtà l'orsacchiotto di Mint, Choco, portato in vita dalla magia di Yang-Yang.
Charlie (チャーリー?, Chārī)

### Altri personaggi
Clark (クラーク?, Kurāku)
Il nonno di Mint, è un ricco milionario.
Orlin Dunhill (オーリン・ダンヒル?, Ōrin Danhiru)
Colleziona peluche per placare la tristezza di essere stato lasciato all'altare e vuole l'orsacchiotto di Mint.
Elvis (エルビス?, Erubisu)
Un Gate Holder narcisista e playboy, è un bravo matematico.
Misery (ミザリィ?, Mizaryi)
Una donna che possedeva un casinò in un castello, dopo la morte ritorna come fantasma. I suoi poteri sono opposti a quelli di Rio, infatti porta sfortuna. Adora le ali di pollo. Attacca Elle ed Ille, possedendole entrambe.
Risa Rollins (リサ・ロリンズ?, Risa Rorinzu) / Joker (ジョーカー?, Jōkā)
La madre di Rio, è una croupier leggendaria conosciuta come "Double Rs". Risa ha insegnato le sue tecniche a Rio e Rina e ha ricoperto il ruolo di Croupier Più Prezioso. Si nasconde sotto la maschera di Joker per proteggere Rio. Ha avuto una storia con il padre di Rina. È una Roll Ruler molto potente.
Jack Mighty (ジャック・マイティ?, Jakku Maiti)
Un giovane Gate Holder con poteri telecinetici, Cartia gli ordina di riprogrammare Linda per sfidare Rio. Sembra essere innamorato di Mint.
Carlos Tanaka (カルロス 田中?, Karurosu Tanaka)
Un samurai africano, è molto sfortunato.
Ilina Tachibana (イリーナ・タチバナ?, Irīna Tachibana)
Madre di Rina e sorella di Cartia, è una donna fragile che cade in coma quando scopre che il marito la tradisce con Risa.
Ray (レイ?, Rei)
È il padre di Rio e Rina.
Nina (ニーナ?, Nīna)

## Terminologia
Gates (ゲート?, Gēto)
Le tredici carte emesse dalla Gilda Internazionale dei Croupier (インターナショナルカジノディーラーズギルド?, Intānashonaru Kajino Dīrāzu Girudo) per determinare il croupier più forte, chi le possiede è chiamato Gate Holder (ゲート ホルダー?, Gēto Horudā). Quando le tredici carte entrano in possesso di un unico Gate Holder, formano un Rainbow Gate che realizza un desiderio.
Gate Battle (ゲート バトル?, Gēto Batoru)
È un duello in cui si sfidano due Gate Holder.
Roll Ruler (ロールルーラー?, Rōru Rūrā)
È il nome dato a un Gate Holder in grado di influenzare il terreno di gioco e il suo potere dipende dalle Gates possedute. Ci sono tre Roll Ruler nella serie: Rio, Rina e Risa/Joker.

## Episodi
- Opening: Sekai to Issho ni Mawarō yo! delle Love Roulettes.
- Ending: Miracle☆Chance di ULTRA-PRISM.

| Nº | Titolo italiano Giapponese 「Kanji」 - Rōmaji                               | In onda          | In onda |
| Nº | Titolo italiano Giapponese 「Kanji」 - Rōmaji                               | Giapponese       |         |
| 1  | La Dea della Vittoria 「ゴッデス オブ ヴィクトリー」 - Goddesu obu Vikutorī | 4 gennaio 2011   |         |
| 2  | Gate Holder 「ゲート ホルダー」 - Gēto Horudā                               | 11 gennaio 2011  |         |
| 3  | Misery 「ミザリィ」 - Mizaryi                                               | 18 gennaio 2011  |         |
| 4  | Sorelle 「シスターズ」 - Shisutāzu                                          | 25 gennaio 2011  |         |
| 5  | Sky Resort 「スカイリゾート」 - Sukai Rizōto                                | 1º febbraio 2011 |         |
| 6  | Roll Ruler 「ロールルーラー」 - Rōru Rūrā                                   | 8 febbraio 2011  |         |
| 7  | Formiche leone 「アントライオン」 - Antoraion                               | 15 febbraio 2011 |         |
| 8  | Asso 「エース」 - Ēsu                                                       | 22 febbraio 2011 |         |
| 9  | Fante 「ジョーカー」 - Jōkā                                                 | 1º marzo 2011    |         |
| 10 | Retromarcia 「リバース」 - Ribāsu                                           | 8 marzo 2011     |         |
| 11 | Numero dieci 「ナンバーテン」 - Nanbā Ten                                   | 15 marzo 2011    |         |
| 12 | Speculazione 「スペキュレーション」 - Supekyurēshon                         | 22 marzo 2011    |         |
| 13 | Rainbow Gate 「レインボーゲート」 - Reinbō Gēto                             | 29 marzo 2011    |         |